# Kaple svaté Rozálie (Chlumec)
Kaple svaté Rozálie v Chlumci, části obce Olešník byla začátkem osmdesátých let 17. století postavena Václavem Býšovcem z Býšova patrně na památku jeho dvou dětí zemřelých při morové epidemii. Kaple byla zasvěcena ochránkyni proti moru svaté Rozálii a byla až do 50. let 20. století cílem poutních procesí. Nachází se v údolní nivě potoka Rachačka v katastrálním území Olešník poblíž vsi Chlumec, ve vzdálenosti 3 km od Purkarce v lokalitě zvané Rachačky, poblíž cyklotrasy č. 1095. V roce 1835, po epidemii cholery, nechal kapli opravit a rozšířit Josef Capek. Dnešní podobu kaple získala v roce 1882. V 2. polovině 20. století nebyla kaple opravována a změnila se v ruinu. V roce 1995 obecní úřad Olešník provedl její úplnou rekonstrukci.
U kaple se nachází studánka s údajně léčebnou vodou.